# L'uomo che venne dalla Terra
L'uomo che venne dalla Terra (The Man from Earth) è un film del 2007 diretto da Richard Schenkman e interpretato da David Lee Smith.
La sceneggiatura di questo film fu elaborata da Jerome Bixby nei primi anni sessanta e fu completata nel suo letto di morte nell'aprile 1998, ed è stata la sua ultima opera.
L'incipit della storia è tratta dall'episodio "Requiem per Matusalemme" (Requiem for Methuselah) della terza stagione della serie classica di Star Trek di cui lo stesso Bixby scrisse il soggetto.
Il film narra la storia di un uomo di Cro-Magnon dall'età di 14.000 anni, John Oldman, sopravvissuto fino ai giorni nostri. L'intero film è girato in una piccola casa con veranda, a dimostrazione del budget piuttosto limitato con cui questo film è stato prodotto. Il film si affida esclusivamente alla conversazione per lo svolgimento della trama, senza effetti speciali, azione o musica elaborata, in quanto l'intero film non è altro che una discussione intellettuale tra l'uomo di Cro-Magnon e i suoi amici professori e insegnanti, alla sua festa d'addio.

## Trama
Il giovane professor John Oldman si prepara a traslocare e i suoi colleghi docenti accademici si presentano per salutarlo. Tra di loro, Harry, un biologo, Edith, una studiosa di scritture cristiane, Dan, un antropologo, e Sandy, una dottoressa innamorata di John. Mentre entrano in casa, Edith scorge un dipinto sconosciuto di Vincent van Gogh appartenente a John, con le parole "Al mio amico, Jacques Borne" scritte sul retro. Gli amici, preoccupati, vogliono sapere perché John ha deciso inaspettatamente di lasciare la sua cattedra di professore, pur essendo molto stimato da studenti e colleghi.
Dopo qualche discussione frivola, un altro amico di nome Art Jenkins, un archeologo, e una sua studentessa, Linda Murphy, si uniscono al gruppo. Gli amici di John continuano a far pressione affinché lui riveli loro le ragioni della sua partenza, finché John fa la domanda "E se supponessimo che un uomo dal Paleolitico superiore fosse sopravvissuto fino ai giorni nostri?". Inizialmente, gli amici credono che John stia lavorando ad un libro di fantascienza e stanno al gioco. In seguito, John lentamente rivela che "l'uomo delle caverne" è proprio lui, in una discussione in cui menziona che ebbe la possibilità di salpare con Cristoforo Colombo nel quindicesimo secolo. La rivelazione di John comincia con la rievocazione dell'aspetto della Terra preistorica e delle origini di sé stesso, che sembrano risalire a 14.000 anni fa. John rivela che una volta si faceva chiamare "Jacques Borne", un amico di Van Gogh (il che spiega le scritte sul dipinto all'inizio del film), e che ha deciso di andar via, come fa da diversi millenni, in quanto le persone cominciano a notare che in 10 anni non è minimamente invecchiato.
Durante una pausa, Art (chiaramente turbato dalla storia di John) chiama un altro amico, il Dr. Will Gruber, un anziano psicologo a cui viene spiegata la bizzarra situazione e viene chiesto di raggiungerli. Nel frattempo, Sandy confessa a John, preso da parte, di amarlo. John continua il suo racconto, affermando che è stato un sumero per 2000 anni, quindi un babilonese sotto Hammurabi, e infine un discepolo di Gautama Buddha. A questo punto arriva il Dr. Will. Dan afferma che il racconto di John è impossibile sia da confutare che da verificare (una replica ai precedenti tentativi da parte dei suoi colleghi di trovare contraddizioni nel racconto di John). La discussione vira sulle condizioni biologiche e fisiche di John e sul tema della morte. Il Dr. Will spinge ancor di più la discussione su quest'ultima questione, e la tensione aumenta quando interroga John su quel tema. A un certo punto Will punta una pistola verso John, atto che si rivela solo uno stratagemma per verificare se John stia mentendo. Conclusasi la farsa, Will lascia la casa. Harry rivela che la moglie del dottore era deceduta il giorno prima, e la confessione dell'immortalità di John lo aveva pesantemente turbato. È evidente a questo punto che Art ed Edith sono irritati dal racconto di John, mentre Harry, Dan, Sandy e Linda sembrano più ben disposti.
John menziona anche che non è seguace di nessuna specifica religione, e non crede in un dio onnisciente e onnipotente. È a questo punto che il film ha una svolta improvvisa, quando John rivela come sia sopravvissuto alla crocifissione mentre aveva l'identità di Gesù Cristo, "sopprimendo il dolore" come aveva imparato a fare in India grazie agli insegnamenti di Buddha. Egli prosegue il racconto spiegando l'origine della risurrezione, di Mosè e degli altri eventi della Bibbia. Edith preme su John affinché rinneghi il suo racconto che, da studiosa di scritture cristiane, offende la sua profonda fede nella Bibbia. Il Dr. Will intanto è tornato, e si scusa con John per il suo "comportamento infantile". Mentre John continua a caricare le sue cose sul furgone, i suoi colleghi cominciano a discutere della possibilità che l'amico sia mentalmente instabile o sotto l'effetto di droghe.
La discussione su John e sulle sue affermazioni su Cristo, sulla cristianità e sulla Bibbia continua, e alla fine Edith, incapace di sopportare il racconto di John, scoppia in lacrime, arrivando quasi a crederci. Gli animi nella casa sono molto agitati. Will prende in mano la situazione ed esige fermamente da John che metta fine alla sua "favola" e che dia una spiegazione, minacciandolo, in caso contrario, di rinchiuderlo e metterlo sotto osservazione psichiatrica. John allora si scusa con tutti per il suo racconto e spiega che erano stati proprio loro stessi con la loro curiosità ad alimentare passo passo la sua storia, che era iniziata con l'affermazione di Edith, "in questi dieci anni non sembri invecchiato di un giorno".
Mentre ciascuno degli amici di John va via, John si scusa con Harry ed Edith, mentre Art e Linda vanno via senza scambiare con John molte parole. Quando è il turno di Dan di andare, viene lasciato intendere che egli crede al racconto di John, ma che, almeno per quella giornata, non vuole più saperne nulla. Dopo che sono andati via tutti tranne Sandy e il Dr. Will, quest'ultimo ode per caso John che elenca a Sandy alcuni degli altri pseudonimi che ha usato negli anni, uno dei quali era proprio il nome del padre di Will. Quest'ultimo, già malato di cuore, per l'emozione viene colpito da un attacco cardiaco, e mentre riconosce in John suo padre, che lo rassicura e lo saluta per l'ultima volta, muore. Dopo che il corpo del dottore viene portato via, John se ne va assieme a Sandy.

## Produzione
La storia costituisce l'ultima opera di Jerome Bixby, completata sul suo letto di morte nell'aprile 1998. Bixby dettò il finale della sceneggiatura a suo figlio Emerson, lo sceneggiatore. Dopo la morte di Jerome Bixby, la sceneggiatura fu consegnata a Richard Schenkman affinché dirigesse il film con un budget di 200.000 dollari.

## Distribuzione
Il film è stato proiettato al Comic-Con Film Festival nel luglio 2007, e la prima è avvenuta ad Hemet, California, nell'ottobre 2007. Ha vinto il gran premio per la migliore sceneggiatura e il primo posto come miglior film al Rhode Island Film Festival nell'agosto 2007.

## Colonna sonora
Tutta la musica è stata eseguita da Mark Hinton Stewart
Allegretto dalla Sinfonia n. 7 op. 92
- Scritta da Ludwig van Beethoven

Forever
- Testi di Richard Schenkman
- Musica di Mark Hinton Stewart
- Eseguita da Mark Hinton Stewart e Chantelle Duncan
- Copyright - BDI Music LTD.

## Promozione
In quella che è probabilmente una mossa senza precedenti, il produttore di questo film, Eric D. Wilkinson, ha pubblicamente ringraziato gli utenti di BitTorrent che hanno distribuito il film senza avere permesso esplicito nei circuiti di file sharing, affermando che ciò ha innalzato il profilo di questo prodotto molto al di là delle aspettative dei finanziatori. I produttori Schenkman e Wilkinson hanno tutti scritto commenti sui forum di IMDb rispondendo alle domande dei fan.

## Riconoscimenti
Il film ha ricevuto numerosi riconoscimenti:
- 2007 – Vincitore – Best Screenplay – Rhode Island International Film Festival
- 2007 – Vincitore – Best Screenplay – Rhode Island International Film Festival[6]
- 2008 – Vincitore – Best Film – Montevideo Fantastic Film Festival of Uruguay
- 2008 – Vincitore – Audience Choice Award – Montevideo Fantastic Film Festival of Uruguay
- 2008 – Vincitore – Best Director – International Fantastic Film Festival of Porto Alegre, Brazil
- 2008 – Vincitore – Best Screenplay – Rio de Janeiro International Fantastic Film Festival (RioFan)
- 2008 – Vincitore – Best Screenplay Film Audience Award – Fixion-Sars Horror & Fantastic Film Festival of Santiago, Chile
- 2008 – Vincitore – Best Screenplay Jury Award – Fixion-Sars Horror & Fantastic Film Festival of Santiago, Chile
- 2008 – Vincitore – Best SCI-FI Screenplay – International Horror & Sci-Fi Film Festival, Phoenix, AZ
- 2008 – Vincitore – Best Screenplay – Buenos Aires Rojo Sangre – Int'l Independent Horror, Fantasy & Bizarre, Argentina
- 2007 – Nomination – Best DVD Release – Saturn Award[7]
- 2008 – Vincitore – Best Non-Theatrical Movie – DVD Critics Award